# إلوي بالاسيوس
إلوي بالاسيوس (بالإسبانية: Eloy Palacios)‏ هو رسام فنزويلي، ولد في 27 يونيو 1847 في ماتورين في فنزويلا، وتوفي في 12 ديسمبر 1919 في كاماغواي في كوبا.